# Jisr ash Shughūr
Jisr ash Shughūr (arabiska: جسر الشغور) är en distriktshuvudort i Syrien.   Den ligger i provinsen Idlib, i den nordvästra delen av landet, 260 kilometer norr om huvudstaden Damaskus. Jisr ash Shughūr ligger 161 meter över havet och antalet invånare är 39 311.
Terrängen runt Jisr ash Shughūr är huvudsakligen kuperad, men söderut är den platt. Jisr ash Shughūr ligger nere i en dal. Det finns inga andra samhällen i närheten.
Trakten runt Jisr ash Shughūr består till största delen av jordbruksmark. Runt Jisr ash Shughūr är det ganska tätbefolkat, med 248 invånare per kvadratkilometer.